# Пемба (Мозамбик)
Пемба (порт. Pemba), ранее Порту-Амелия (порт. Porto Amélia) — город в Мозамбике.

## География и экономика
Город Пемба находится на севере мозамбикского побережья Индийского океана, в провинции Кабу-Делгаду, на полуострове, уходящем в залив Пемба. Численность населения города составляет 141 316 человек (по данным на 2007 год). Пемба — главный город провинции Кабу-Делгаду, её промышленный и административный центр. Океанский порт, международный аэропорт (регулярные рейсы в Йоханнесбург, Дар-эс-Салам, Найроби и др., а также по внутренним мозамбикским линиям). Католический университет. Население города составляют в основном представители народностей макуа, маконде и мвани.
Пемба делится на две части: Старый и Новый город. Старый город представляет собой типичное арабо-туземное поселение с восточным базаром (сук), узкими кривыми улочками, окружёнными баобабовой рощей. В Новом городе здания португальской колониальной постройки соседствуют с современными домами из бетона.
Развиты рыболовная и рыбоперерабатывающая индустрия, а также торговля с соседней Танзанией, интенсивное развитие которой ожидается с открытием строящегося большого моста через пограничную реку Рувума. Благодаря наличию отличных пляжей (Praia de Wimbe) и хорошо развитой инфраструктуре быстрыми темпами развивается международный туризм.

## История
Пемба известна как торговый пункт на африканском побережье начиная с XIV века. С XVII столетия это португальская торговая фактория. С 1904 года — статус города, получившего названия Порту-Амелия — в честь тогдашней португальской королевы. В этом же году в Пембе обосновывается правление англо-португальской Компании Ньяса. В 1843 году в окрестностях Пембы произошло восстание местных племён против португальского господства.

## Города-побратимы
Пемба состоит в дружеских взаимоотношениях со следующими городами-побратимами:
| Город  | Страна     | Дата | Ссылка |
| ------ | ---------- | ---- | ------ |
| Авейру | Португалия | 1995 |        |